# 新井英樹
新井 英樹（あらい ひでき、1963年9月15日 - ）は、日本の漫画家。

## 来歴
神奈川県横浜市出身。神奈川県立川和高等学校、明治大学卒業。妻は漫画家の入江喜和。
漫画家を目指すために文具会社を退職して、作品の投稿を始める。ちばてつや賞入選などを経て、1989年に『8月の光』がアフタヌーン四季賞夏のコンテストにおいて四季大賞を受賞しデビュー。デビュー当初は『牽牛庵だより』『こどもができたよ』など非常にソフトで柔らかいタッチだったが、後に反社会的な表現を多用する現在の特徴的な作風になった。
第38回（1992年）、『宮本から君へ』で小学館漫画賞青年一般部門を受賞。

## 人物
ゼロ成長論を提言した経済学者の下村治の「経済成長よりも完全雇用がそれに先立つ」という考え方を素晴らしいと思ったと語っており、下村の著書『日本は悪くない 悪いのはアメリカだ』は「経済は成長しなければならない」という思い込みから解放してくれる感銘の書としている。

## 作品リスト

### 連載作品
- 『8月の光』（『月刊アフタヌーン』、講談社、全1巻）
- 『宮本から君へ』（1990年 - 1994年、『モーニング』、講談社、全12巻）
- 『愛しのアイリーン』（1995年 - 1996年、『ビッグコミックスピリッツ』、小学館、全6巻）
- 『ザ・ワールド・イズ・マイン』（1997年 - 2001年、『週刊ヤングサンデー』、小学館、全14巻）
- 『シュガー』 （2001年 - 2004年、『ヤングマガジンアッパーズ』、講談社、全8巻）
  - 『RIN』（2005年 - 2008年、『週刊ヤングマガジン』→『別冊ヤングマガジン』、講談社、全4巻）
- 『キーチ!!』（2001年 - 2006年、『ビッグコミックスペリオール』、小学館、全9巻）
  - 『キーチVS』（2007年 - 2013年、『ビッグコミックスペリオール』、小学館、全11巻）
- 『SCATTER -あなたがここにいてほしい-』（2009年 - 2017年、『コミックビーム』、エンターブレイン、全8巻）
- 『空也上人がいた』（原作：山田太一、2013年、『月刊IKKI』、小学館、全1巻）
- 『なぎさにて』（2015年 - 2016年、『ビッグコミックスペリオール』、小学館、全3巻、未完）
- 『KISS 狂人、空を飛ぶ』（2018年 - 2019年、ビームコミックス、KADOKAWA、全3巻）
- 『ひとのこ』（2018年 - 2021年、バンチコミックス、新潮社、全2巻）
- 『SPUNK -スパンク！-』（参謀：鏡ゆみこ、2022年 - 2024年、『コミックビーム』2022年6月号[3] - 2024年8月号[4]、KADOKAWA、全4巻）

### 作品集
- 『あまなつ―新井英樹作品集』（2000年、エンターブレイン）
  - ひな
  - 牽牛庵だより
  - こどもができたよ
- 『セカイ、WORLD、世界』（2018年、KADOKAWA）
  - イワオカ（アクション オリジナル増刊 1990年12月号）
  - 俺たちには今日もない（未発表原稿、1988年）
  - 準ちゃん S.O.S（未発表原稿、1988年）
  - 失念（未発表原稿、1989年、執筆当時のタイトルを作者が失念したため「失念」と題されている）
  - せかい!! 岡啓輔の200年（ビッグコミックスペリオール 2015年4号）
  - It Follows Me 童貞的中年奇譚（モーニング 2017年30号）
  - 工場見学（未発表原稿、1981年から1983年頃にノートに描いた作品）

### 新装版・再編集版
- 『愛しのアイリーン』（2003年、大都社、全2巻）
- 『真説 ザ・ワールド・イズ・マイン』（2006年、エンターブレイン、全5巻）
- 『定本 宮本から君へ』（2009年、太田出版、全4巻）
- 『愛しのアイリーン』［新装版］（2010年、太田出版、全2巻）
- 『「8月の光」「ひな」その他の短編』（2009年、エンターブレイン）
  - 8月の光
  - 牽牛庵だより
  - こどもができたよ
  - ひな
  - KUJIRA 14（単行本初収録、初出はビッグコミックスピリッツ増刊 IKKI 2001年5月号）

### 書籍
- 『ザ・ワールド・イズ・ユアーズ』（2019年、出版芸術社）

### ジャケットイラスト
- 『MOROHA II』（2013年）
- 『MOROHA IV』（2019年）

## 出演
- 「深読み読書会」『進撃の巨人』（NHK BSプレミアム）
- 浦沢直樹の漫勉neo（2022年3月16日放送[5]、NHK Eテレ）